# José Dorado
José Antonio 'Chechu' Dorado Ramírez (Córdoba, 10 juli 1982) is een Spaans voetballer die bij voorkeur als centrale verdediger speelt. Hij verruilde in juli 2015 Villarreal CF voor Rayo Vallecano.

## Clubcarrière
Villarreal CF haalde Dorado in januari 2013 weg bij Real Betis. Eerder speelde hij bij Real Zaragoza B, Lleida en SD Huesca. Op 2 februari 2013 debuteerde hij voor El Submarino Amarillo, in de Segunda División tegen CD Guadalajara. Enkele maanden later verzekerde de club zich van promotie naar de Primera División.

## Erelijst
| Kampioen Segunda División A | 1x | 2010/11 |

1 Cárdenas ·
2 Rațiu ·
3 Chavarría ·
4 Díaz ·
5 Aridane ·
6 Ciss ·
7 Isi ·
8 Trejo  ·
9 De Tomás ·
10 James ·
11 Nteka ·
12 Guardiola ·
13 Batalla ·
14 Camello ·
15 Gumbau ·
16 Mumin ·
17 U. López ·
18 Á. García ·
19 de Frutos ·
20 Balliu ·
21 Embarba ·
22 Espino ·
23 Valentín ·
24 Lejeune ·
25 Montiel ·
27 Pelayo ·
29 Méndez ·
Coach: Pérez
· Assistent-coach: Adrián